# Coals of Fire (1918)
Coals of Fire is een Amerikaanse dramafilm uit 1918 onder regie van Victor Schertzinger.

## Verhaal
Nell Bradley is de dochter van een caféhouder in een droge stad. De inwoners kijken Nell aan met de nek, maar dominee Charles Alden is verliefd op haar. Op een dag voert een handelsreiziger een meisje dronken in het café met de bedoeling om zich aan haar te vergrijpen. Wanneer Nell daarachter komt, spoort ze de caféhouder aan om de deugd van de vrouw te redden. Juist op dat ogenblik komt dominee Alden langs. Hij denkt dat Nell het meisje dronken heeft gevoerd.

## Rolverdeling
| Acteur              | Personage     |
| ------------------- | ------------- |
| Enid Bennett        | Nell Bradley  |
| Fred Niblo          | Charles Alden |
| Melbourne MacDowell | James Bradley |
| William Elmer       | Ben Roach     |
| Virginia Southern   | Amy Robinson  |
| J.P. Lockney        | Steve Morrow  |
| Donald MacDonald    | Charles Read  |